# Aeroportul Walaha
Aeroportul Walaha (IATA: WLH, ICAO: NVSW) este un aeroport din Vanuatu.
Situat la o altitudine de 41 m, aeroportul dispune de o singură pistă.